# Episodi di Rocco Schiavone (quinta stagione)
La quinta stagione della serie televisiva Rocco Schiavone è trasmessa su Rai 2 dal 5 aprile al 19 aprile 2023.
| nº | Titolo                | Prima TV       |
| -- | --------------------- | -------------- |
| 1  | Il viaggio continua   | 5 aprile 2023  |
| 2  | Chi parte e chi resta | 12 aprile 2023 |
| 3  | Punti di vista        | 14 aprile 2023 |
| 4  | Vecchie conoscenze    | 19 aprile 2023 |

## Il viaggio continua
- Diretto da: Simone Spada
- Scritto da: Antonio Manzini e Maurizio Careddu

### Trama
A Chamonix, al confine tra Francia e Italia, nella neve viene ritrovato il cadavere di un uomo ma Rocco Schiavone decide di prendere tempo e “scarica” il cadavere in territorio francese pensando di non dover più occuparsi del caso. Il vicequestore viene però chiamato a confrontarsi con la collega francese Isabelle Baldaccini che gli racconta di aver scoperto che la vittima è un libraio di Lione e che nelle sue tasche aveva i documenti della guida italiana Alessio Ronc il quale però durante l’interrogatorio nega di sapere qualcosa. Schiavone interroga poi due operai della funivia che ammettono di aver trovato il cadavere e di averlo spostato in territorio italiano. Dopo aver vinto una partita a calcio tra colleghi, alla quale assistono anche gli amici romani Furio e Brizio, il vicequestore capisce che ad aver assassinato il libraio è stato uno dei due operai che aveva cercato di incastrare il collega.
- Altri interpreti: Diane Fleri (Isabelle Baldaccini), Lisa Galantini (Eugenia), Daniele Molino (Alessio Ronc), Fabrice Darzers (operaio funivia), Fabien Lucciarini (direttore), Quentin Pradelle (operaio funivia).
- Tratto dai racconti Confini e ...e palla al centro editi da Sellerio nel 2021 e nel 2016.
- Ascolti Italia: telespettatori 2 170 000 – share 11,82%.[2]

## Chi parte e chi resta
- Diretto da: Simone Spada
- Scritto da: Antonio Manzini, Maurizio Careddu

### Trama
Nel proprio appartamento viene ritrovata morta Sofia Martinet, una vecchia professoressa di storia dell’arte divorziata da tempo. Schiavone sospetta da subito del figlio Gianluca Cardelli che non era in buoni rapporti con la madre ma scopre che l’uomo aveva solo rubato dei libri in casa della donna da dove era scappato dopo averla trovata agonizzante.
Rocco, dopo essere stato lasciato da Sandra, entra in conflitto anche con Italo perché è preoccupato che sia ancora dipendente dal gioco d’azzardo. Si scopre che Deruta è omosessuale: in un flashback della sua adolescenza in Sardegna viene deriso dai suoi amici per questo motivo e oggi in panificio di notte non va ad aiutare la moglie ma Federico, il suo compagno. Inoltre la casa di Sebastiano a Roma è stata messa sottosopra da qualcuno. Gabriele invece è partito con Cecilia per Milano dove la madre ha trovato un nuovo lavoro.
- Altri interpreti: Andrea Germani (Federico), Gisella Burinato (Rebecca Fosson), Giulio Mezza (Carlo), Emiliano Masala (Gianluca Cardelli), Lorenzo Lucchi (Dario), Vittorio Ciorcalo (Pietro Cardelli), Luigi Di Fiore (Kevin), Thierry Toscan (Cobat).
- Tratto dal romanzo Vecchie conoscenze edito da Sellerio nel 2021.
- Ascolti Italia: telespettatori 1 888 000 – share 10,84%.[3]

## Punti di vista
- Diretto da: Simone Spada
- Scritto da: Antonio Manzini, Maurizio Careddu

### Trama
Schiavone continua a indagare sul caso della signora Martinet e grazie a Federico, il compagno di Deruta, che ha fatto coming out con i colleghi, capisce che Dario il figlio autistico di Rebecca Fosson, vicina di casa della vittima, ha sentito qualcuno parlare in tedesco nell'appartamento della Martinet. Risale quindi al professor Karl Richter che per tanti anni era stato amante e collaboratore della Martinet e che finisce per confessare.
Nel frattempo Italo continua ad ignorare Rocco il quale riceve a sorpresa la visita dell'amico Sebastiano, scappato dai domiciliari.
- Altri interpreti: Lisa Galantini (Eugenia), Gisella Burinato (Rebecca Fosson), Andrea Germani (Federico), Giulio Mezza (Carlo), Dirk Ploenissen (prof. Karl Richter), Bruno Crucitti (rettore Giorgio Fanelli), Emiliano Masala (Gianluca Cardelli), Lorenzo Lucchi (Dario), Vittorio Ciorcalo (Pietro Cardelli), Jay Natelle (Jeffrey Montague), Paolo Giovannucci (Giovanni), Elettra Mallaby (archeologa), Nicholas Mugnos (Sebastiano da bambino).
- Tratto dal romanzo Vecchie conoscenze edito da Sellerio nel 2021.
- Ascolti Italia: telespettatori 1 638 000 – share 8,80%.[4]

## Vecchie conoscenze
- Diretto da: Simone Spada
- Scritto da: Antonio Manzini e Maurizio Careddu

### Trama
Sebastiano racconta a Rocco che Enzo Baiocchi è in Svizzera e confessa di aver dissotterrato il corpo del fratello Luigi e di averlo gettato in mare per togliergli un peso. Rocco decide quindi di nascondere l'amico nell'appartamento di Deruta.
Il procuratore Baldi viene contattato da Enzo Baiocchi il quale gli vuole consegnare dei documenti importanti e così il magistrato si reca al suo albergo vicino alla frontiera insieme a Schiavone ma il malavitoso viene ritrovato morto nella sua stanza; intanto Sebastiano è scomparso. Ad indagare sul caso ci sono anche il vicequestore Ciasullo della Questura di Varese e la PM Pagani. Schiavone e Baldi interrogano subito i dipendenti dell'albergo della dogana, i portieri Lippi e Delicato e la donna delle pulizie Luigina Casale. Schiavone sa bene che non può essere stato l'amico ad uccidere Baiocchi e chiede a Sandra Bucellato di scrivere un articolo d'inchiesta con alcuni suoi suggerimenti come quello di gettare ombre su Riccardo Mastrodomenico, alto dirigente della polizia che secondo lui avrebbe arrestato Baiocchi senza arrivare ai pesci grandi. Furio e Brizio, che in fretta e furia erano arrivati da Roma per aiutare Rocco, intimidiscono Luigina la quale finisce per confessare di aver intravisto l'assassino di Baiocchi nell'albergo. Poco lontano dall'albergo viene ritrovato il cellullare di Baiocchi che è stato completamente svuotato ma le impronte digitali trovate sull'apparecchio risultano essere di Sebastiano. 
Rocco racconta a Sandra che Mastrodomenico ce l'ha con lui da quando lo ha fatto trasferire ad Aosta, facendolo poi spiare da Caterina Rispoli, per il fatto di aver arrestato e picchiato il figlio di un sottosegretario cui era vicino. Schiavone fa presente a Baldi che il cellulare ritrovato appartiene effettivamente a Sebastiano e che il suo appartamento è stato messo sottosopra da ignoti, probabilmente poliziotti o Carabinieri senza divisa. Il Questore Costa convoca Schiavone dicendogli, in presenza di Mastrodomenico, che Sebastiano sarebbe scappato all’estero con un passaporto rubato alla Questura di Aosta dopo aver ucciso Baiocchi e che lui è sospettato di essere suo complice; Schiavone risponde a muso duro a Mastrodomenico negando di essere coinvolto e dicendo che la dinamica dell’omicidio Baiocchi e della presunta fuga di Sebastiano è poco chiara. 
Poco dopo Baldi avverte Schiavone del fatto che nel bagno di un autogrill è stato ritrovato il cadavere di un uomo e che non molto lontano è stata fatta ritrovare anche la pistola che ha ucciso Baiocchi; Luigina dice a Brizio e Furio che si tratta dell’uomo visto nell’albergo. 
Caterina Rispoli riesce finalmente a incontrare Rocco e gli racconta che ad uccidere Baiocchi è stato Flavio Vinciguerra, ex NOCS, e gli consegna i documenti che erano in possesso del malavitoso sul traffico di cocaina su cui Schiavone indagava nel 2007, controllato segretamente da Mastrodomenico, un deputato e un sottosegretario. Si svela così anche il motivo per cui Schiavone fu allontanato e i membri della banda, tranne Luigi Baiocchi, furono arrestati. Caterina rivela anche che Sebastiano faceva parte di questa banda, la stessa che ha ucciso la moglie di Rocco, ma il poliziotto non riesce a crederle; infine i due si lasciano trasportare dalla passione e finiscono per fare l'amore.
- Altri interpreti: Giulio Mezza (Carlo), Gianluca Gambino (vicequestore Ciasullo), Michele Bottini (portiere d'albergo Delicato), Andrea Vasone (Bosetti), Giada Benedetti (Luigina Casale), Luca Di Giovanni (portiere d'albergo Lippi), Daniele Nuccetelli (Riccardo Mastrodomenico), Giada Prandi (medico legale Becci), Elena Riccardi (PM Pagani).
- Tratto dal romanzo Vecchie conoscenze edito da Sellerio nel 2021.
- Ascolti Italia: telespettatori 1 793 000 – share 10,10%.[5]